# 4e cérémonie des Indiana Film Journalists Association Awards
La 4e cérémonie des Indiana Film Journalists Association Awards (IFJA Awards), décernés par l'Indiana Film Journalists Association, a eu lieu le 17 décembre 2012, et a récompensé les films réalisés dans l'année,.

## Palmarès

### Top 10 des films de l'année
Par ordre alphabétique
- Safety Not Guaranteed
- Les Bêtes du sud sauvage (Beasts of the Southern Wild)
- Django Unchained
- Happiness Therapy (Silver Linings Playbook)
- Lincoln
- Les Misérables
- Moonrise Kingdom
- Le Monde de Charlie (The Perks of Being a Wallflower)
- The Sessions
- Zero Dark Thirty

### Meilleur film
- Safety Not Guaranteed
  - Les Bêtes du sud sauvage (Beasts of the Southern Wild)

### Meilleur réalisateur
- Quentin Tarantino pour Django Unchained
  - Kathryn Bigelow pour Zero Dark Thirty

### Meilleur acteur
(ex æquo)
- Bradley Cooper pour le rôle de Pat Solitano dans Happiness Therapy (Silver Linings Playbook)
- Daniel Day-Lewis pour le rôle d'Abraham Lincoln dans Lincoln

### Meilleure actrice
- Jessica Chastain pour le rôle de Maya dans Zero Dark Thirty
  - Jennifer Lawrence pour le rôle de Tiffany dans Happiness Therapy (Silver Linings Playbook)

### Meilleur acteur dans un second rôle
- Tommy Lee Jones pour le rôle de Thaddeus Stevens dans Lincoln
  - Christoph Waltz pour le rôle du Dr King Schultz dans Django Unchained

### Meilleure actrice dans un second rôle
- Anne Hathaway pour le rôle de Fantine dans Les Misérables
  - Helen Hunt pour le rôle de Cheryl dans The Sessions

### Meilleur scénario original
- Safety Not Guaranteed – Derek Connolly
  - Django Unchained – Quentin Tarantino

### Meilleur scénario adapté
- Le Monde de Charlie (The Perks of Being a Wallflower) – Stephen Chbosky
  - Happiness Therapy (Silver Linings Playbook) – David O. Russell

### Meilleure musique de film
- Skyfall – Thomas Newman
  - L'Odyssée de Pi (Life Of Pi) – Mychael Danna

### Meilleur film étranger
- The Raid (Serbuan Maut) •  Indonésie
  - Amour •  Autriche /  France

### Meilleur film d'animation
- Les Cinq Légendes (Rise Of The Guardians)
  - L'Étrange Pouvoir de Norman (ParaNorman)

### Meilleur film documentaire
- Searching for Sugar Man
  - Room 237

### Original Vision Award
- Les Bêtes du sud sauvage (Beasts of the Southern Wild)
  - Django Unchained

### The Hoosier Award
- Jon Vickers, directeur et fondateur de l'Indiana University Cinema